# Berlin-Zehlendorf
Zehlendorf (ⓘ) ist ein Ortsteil des im Südwesten Berlins gelegenen Bezirks Steglitz-Zehlendorf. Bis zur Verwaltungsreform 2001 existierte ein eigenständiger Bezirk Zehlendorf.
Im Sprachgebrauch steht Zehlendorf häufig sowohl für den Ortsteil als auch für den ehemaligen Bezirk, der um den Ortskern Zehlendorf bestand und sich über Villensiedlungen in Richtung der Wannsee-Gewässer erstreckte und neben dem Ortsteil Zehlendorf die Ortsteile Wannsee, Nikolassee und Dahlem umfasste. Bei der Verwaltungsreform 2001 wurden die damaligen Bezirke Zehlendorf und Steglitz zu dem Bezirk Steglitz-Zehlendorf fusioniert.

## Geographie
Der alte Ortskern von Zehlendorf liegt südlich von Dahlem und grenzt nach Osten an die Villenkolonie Lichterfelde-West, nach Westen an Nikolassee.

## Geschichte

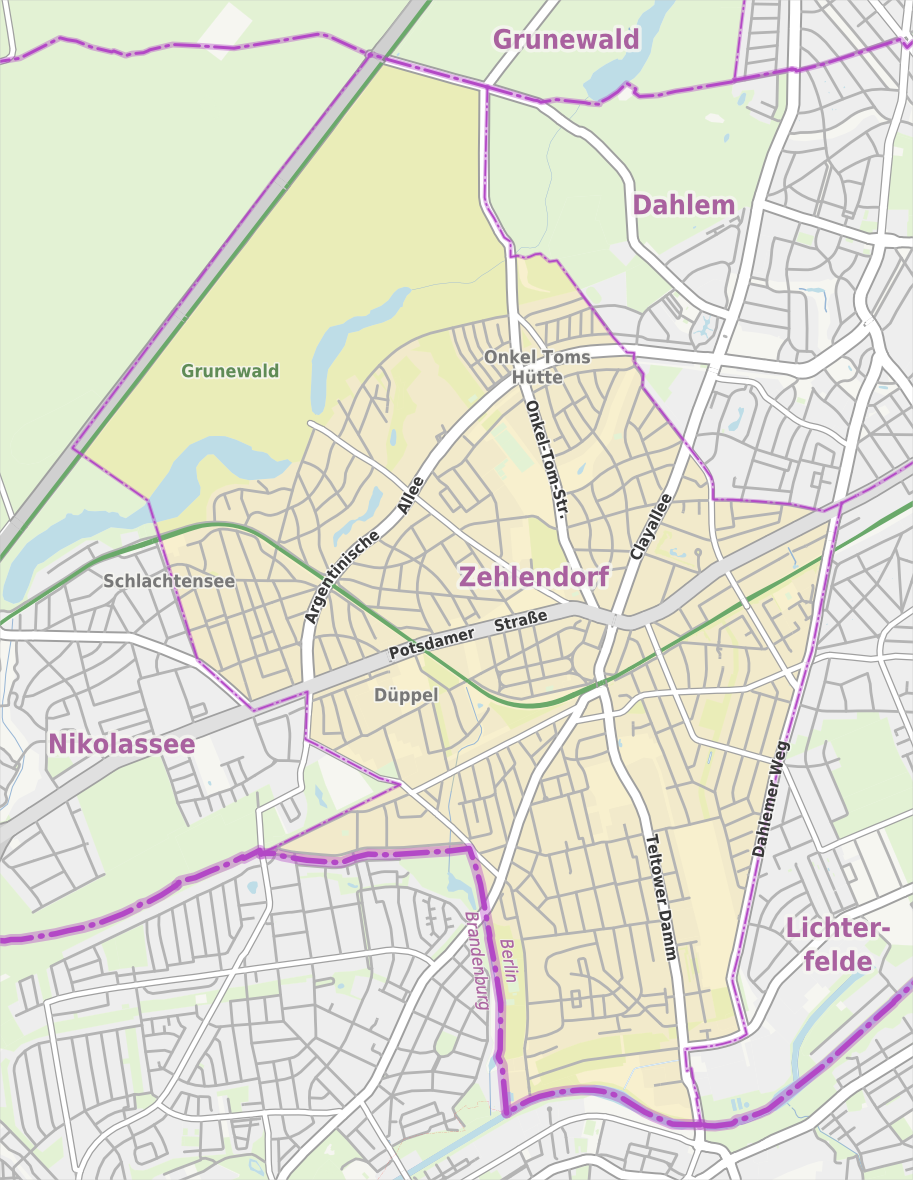
Übersichtskarte Zehlendorf

In der ersten Siedlungsphase der deutschen Ostsiedlung in der Zauche und auf dem südwestlichen Teltow zogen im letzten Viertel des 12. Jahrhunderts deutsche Siedler in bereits bestehende slawische Siedlungen am Schlachtensee, an der Krummen Lanke und dem Krummen Fenn, dem heutigen Museumsdorf Düppel, wobei diese möglicherweise erweitert wurden. In der zweiten Siedlungsphase entstanden neue Angerdörfer und Straßendörfer. Dabei wurde die Siedlungslandschaft umstrukturiert, indem die alten kleinen slawischen Siedlungen aufgelöst und ihre Einwohner umgesiedelt wurden. Das breite Straßendorf Zehlendorf entstand um 1230 und wurde 1242 als Cedelendorp erstmals schriftlich in einem Verkaufsvertrag erwähnt. Damals wechselte das Eigentum von den Markgrafen Johann I. und Otto III. zum Zisterzienserkloster Lehnin. Der Ortsname ist eine deutsch-slawische Mischform, in der der polabische Personennamen Sedl enthalten ist, der sich wiederum vom altslawischen Wort Sedlo (‚Siedlung‘) ableitet.

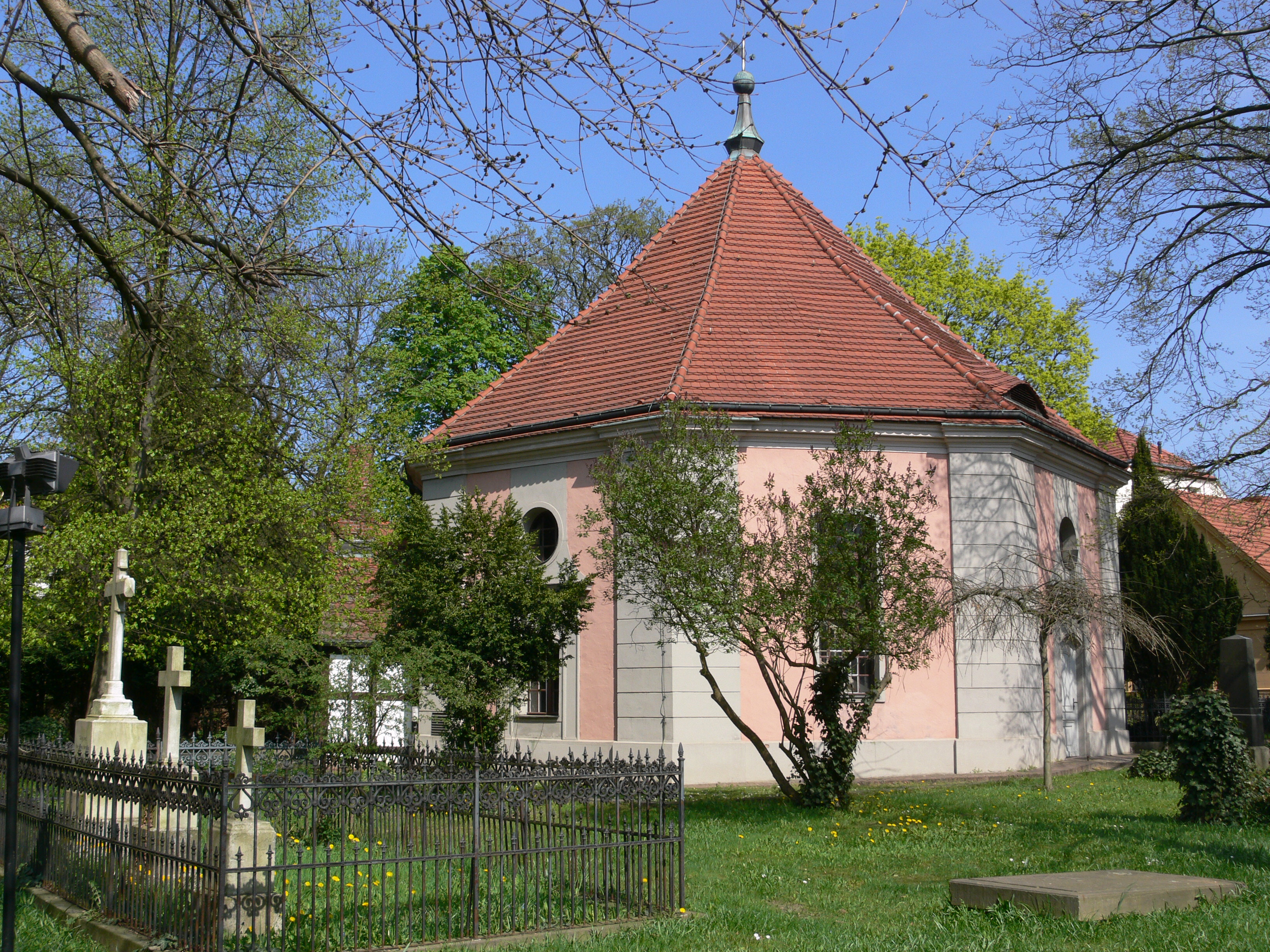
Barocke Dorfkirche Zehlendorf aus dem Jahr 1768

Angeblich wurde 1264 eine Dorfkirche urkundlich erwähnt, die einen Klutturm hatte (niederdeutsch: klut = ‚Klotz‘). Es dürfte sich um eine um 1250 erbaute vierteilige Apsiskirche aus Feldsteinquadern mit schiffsbreitem Querturm gehandelt haben. Sie wurde 1760 im Siebenjährigen Krieg zerstört und 1767 abgebrochen. Der 1768 errichtete Ersatzbau der Dorfkirche Zehlendorf war für eine märkische Dorfkirche ganz ungewöhnlich: ein Zentralbau in Form eines Oktogons.
Im Landbuch Karls IV. (1375) wurde Zehlendorf mit 50 Hufen erwähnt; davon hatte der Pfarrer vier und der Lehnschulze drei. Es gab einen Krug und eine (Wasser-)Mühle. Auch elf Kossäten und zwei Seen (Fischereirechte auf dem Schlachtensee und der Krummen Lanke) wurden genannt. Abgaben (Zehnt, Pacht und Bede) standen zum Teil dem Markgrafen zu, zum Teil dem Kloster Lehnin. Im Jahr 1411 wurde das Dorf von magdeburgischen Raubrittern überfallen. 1572 gab es ein Lehnschulzengut mit fünf Hufen, das Rechte auf unterschiedliche Abgaben und Dienstleistungen hatte. Inzwischen waren auch ein Hirtenhof, eine kleine Badstube, ein Backofen, eine Schmiede und eine kleine Fischerei vorhanden. 1591 wurde ein Windmüller erwähnt. Der Pfarrer wohnte in Teltow; auf dem Pfarrgrundstück war der kurfürstliche Teichwärter eingezogen. Mit der Reformation endete 1542 die Herrschaft des Klosters Lehnin, und Zehlendorf wurde bis 1872 unter brandenburgisch-kurfürstliche Verwaltung des Amtes Mühlenhof gestellt.

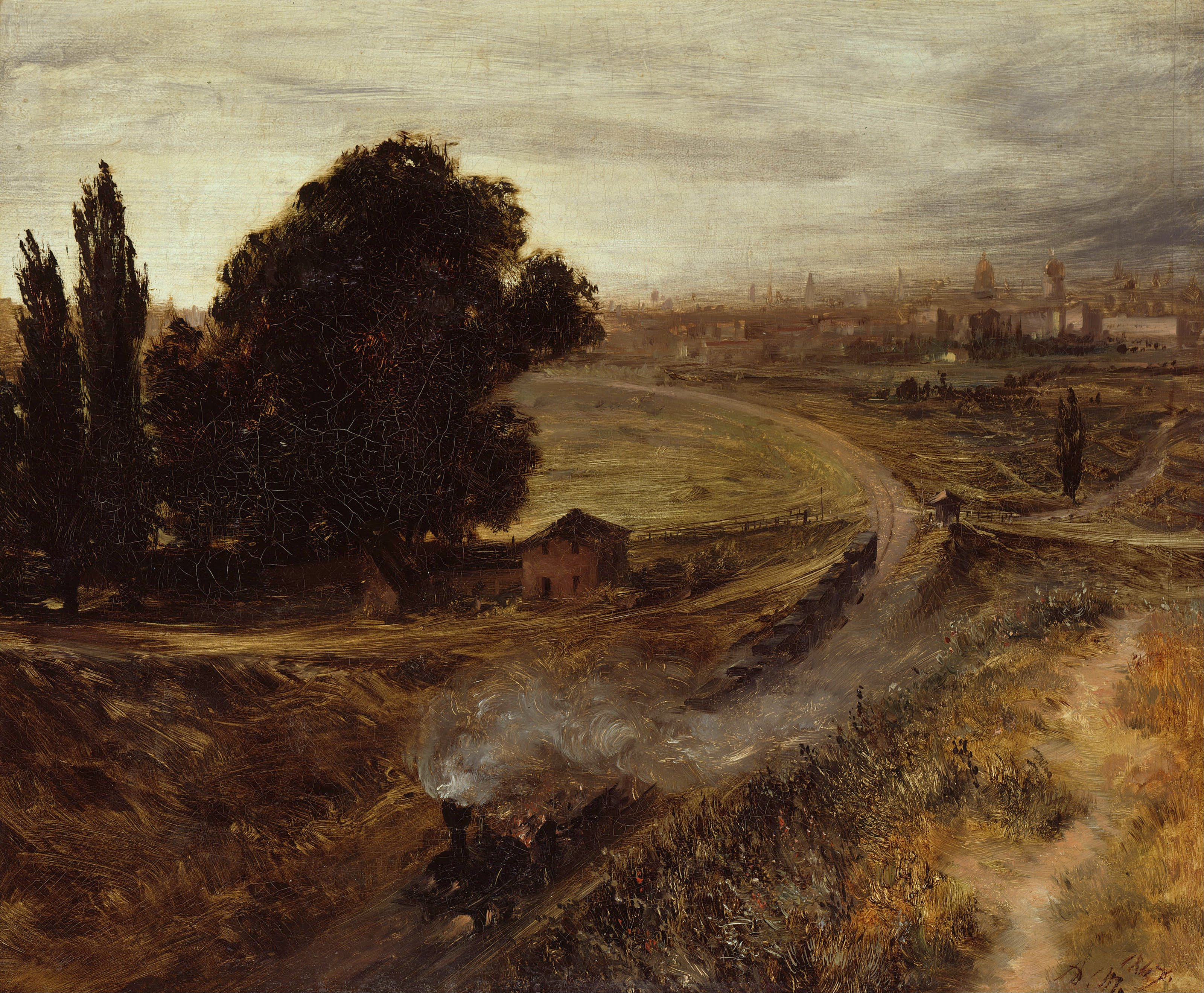
Die Berlin-Potsdamer Bahn
^{Gemälde von Adolph Menzel, 1847}

Im Jahr 1730 ließ Friedrich Wilhelm I. den Königsweg als Schnellweg nach Potsdam einrichten und 1792 wurde durch Friedrich Wilhelm II. die Straße von Berlin nach Potsdam zur ersten Chaussee Preußens ausgebaut. Am 22. September 1838 fuhr die erste preußische Eisenbahn von Potsdam nach Zehlendorf. Bis zum 29. Oktober war Zehlendorf Endstation, von da an fuhren die Züge bis Berlin zum Potsdamer Bahnhof. 1874 erfolgte die Eröffnung der Wannseebahn von Zehlendorf über Schlachtensee und Wannsee nach Kohlhasenbrück. Diese zweigt gleich hinter dem Bahnhof Zehlendorf in Richtung Bahnhof Schlachtensee ab und trifft kurz vor dem Bahnhof Griebnitzsee wieder auf die Stammbahn. Bis zum 18. September 1980 war Zehlendorf darüber hinaus für die Stammbahn über den Bahnhof Zehlendorf Süd an den Bahnhof Düppel angebunden.
Die selbstständige Landgemeinde Zehlendorf im Landkreis Teltow wurde 1872 gegründet. 1894 wurde das bis dahin selbstständige und 1299 erstmals urkundlich erwähnte Dorf Schönow in die Landgemeinde Zehlendorf eingegliedert. Die heutige Ortslage Schönow erstreckt sich im Süden am Teltowkanal bis auf das Gebiet von Berlin-Lichterfelde. 1920 wurde die Landgemeinde nach Groß-Berlin eingemeindet. Mit anderen Ortschaften entstand dabei der Bezirk Zehlendorf von Berlin, der 1945 Teil des amerikanischen Sektors und damit West-Berlins wurde und am 1. Januar 2001 im Bezirk Steglitz-Zehlendorf aufging.
Im Dezember 2020 gab der Ortsteil Zehlendorf einen größeren Gebietsteil an den neugebildeten Ortsteil Schlachtensee ab.

## Bevölkerung
| Jahr | Einwohner |
| ---- | --------- |
| 1858 | 00.962    |
| 1871 | 01.262    |
| 1880 | 02.750    |
| 1890 | 04.283    |
| 1900 | 08.837    |
| 1910 | 16.864    |
| 1919 | 20.562    |

| Jahr | Einwohner |
| ---- | --------- |
| 1930 | 37.215    |
| 1938 | 55.419    |
| 1946 | 50.273    |
| 1950 | 58.548    |
| 1960 | 63.002    |
| 1970 | 61.367    |
| 1987 | 58.982    |
| 2000 | 58.770    |

| Jahr | Einwohner |
| ---- | --------- |
| 2007 | 57.961    |
| 2010 | 58.357    |
| 2015 | 59.286    |
| 2020 | 54.328    |
| 2021 | 54.203    |
| 2022 | 54.940    |
| 2023 | 54.765    |
| 2024 | 54.745    |

Der Rückgang der Einwohnerzahl im Jahr 2020 ist darauf zurückzuführen, dass Teile von Zehlendorf dem neu entstandenen Ortsteil Schlachtensee zugeordnet wurden.

## Sehenswürdigkeiten
- Dorfkirche Zehlendorf
- Paulus-Kirche
- Emmaus-Kirche
- Bauhaussiedlung Onkel Toms Hütte
- Waldsiedlung Krumme Lanke
- Haus am Waldsee
- Heimatmuseum Zehlendorf
- Brunnenskulptur von Ursula Sax
- Chodschali-Denkmal
- Krumme Lanke
- Zehlendorfer Eiche

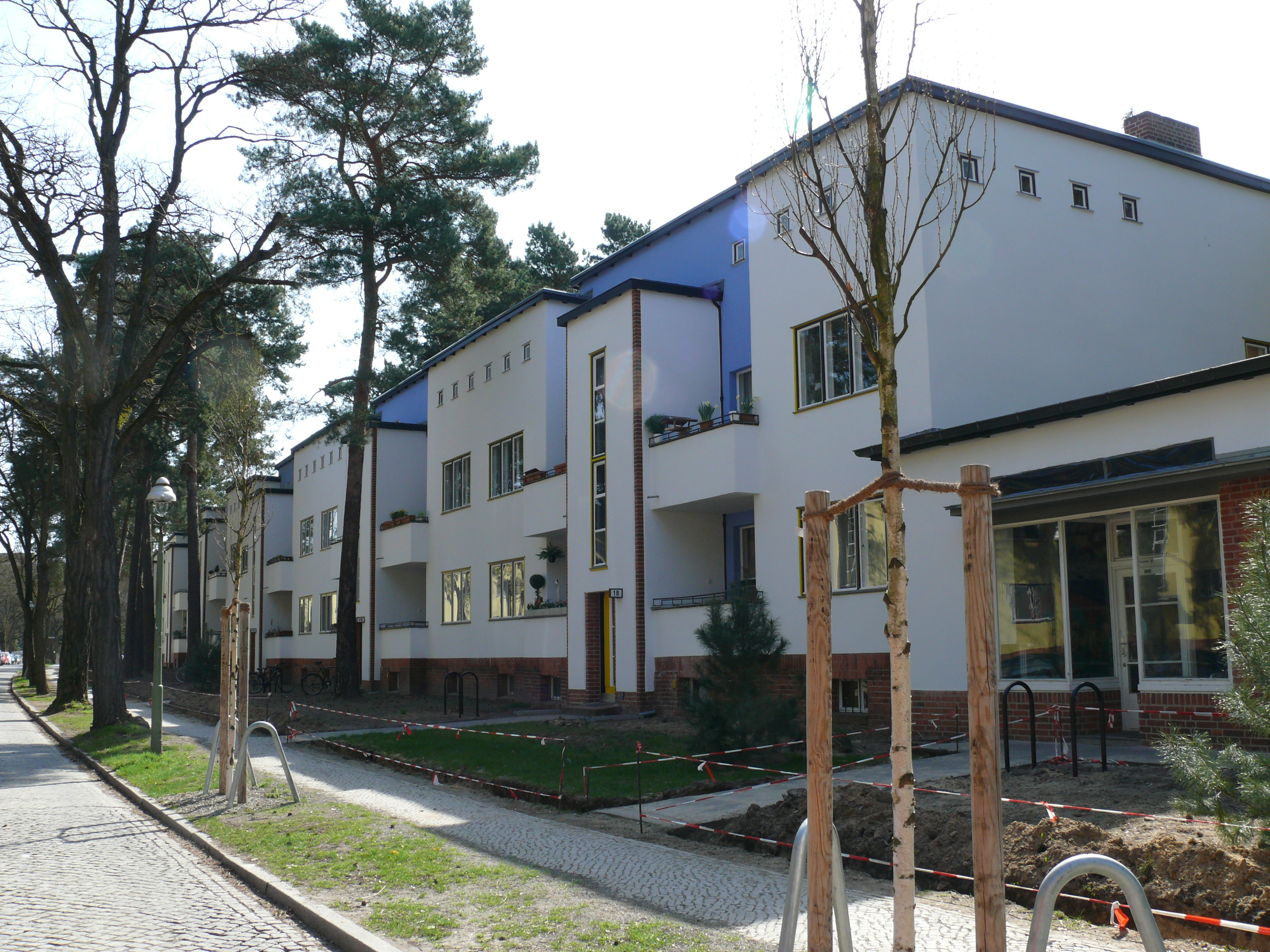
Bauhaussiedlung Onkel Toms Hütte (Bauzeit: 1926–1931)

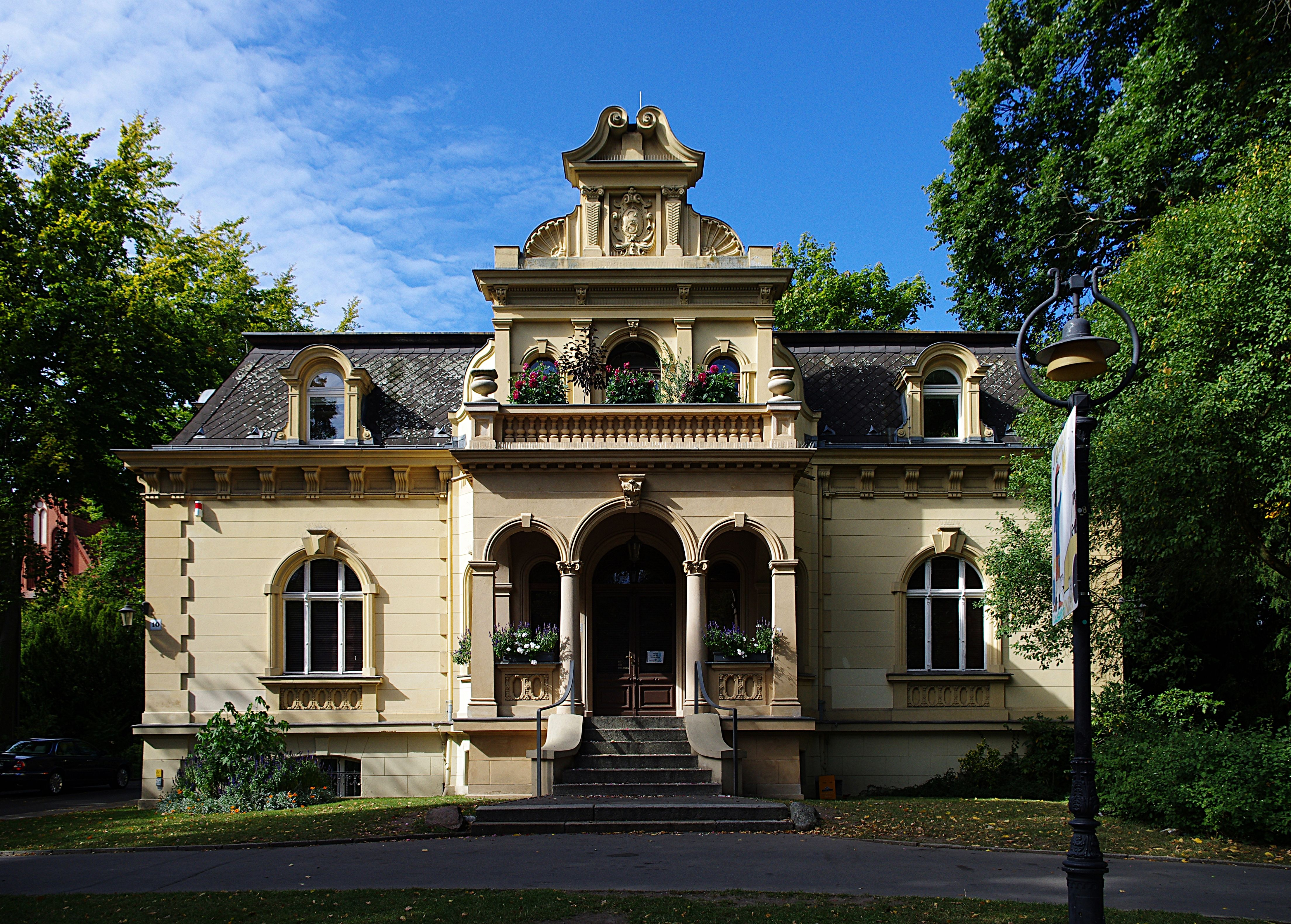
Standesamt Zehlendorf in der sogenannten Hochzeitsvilla

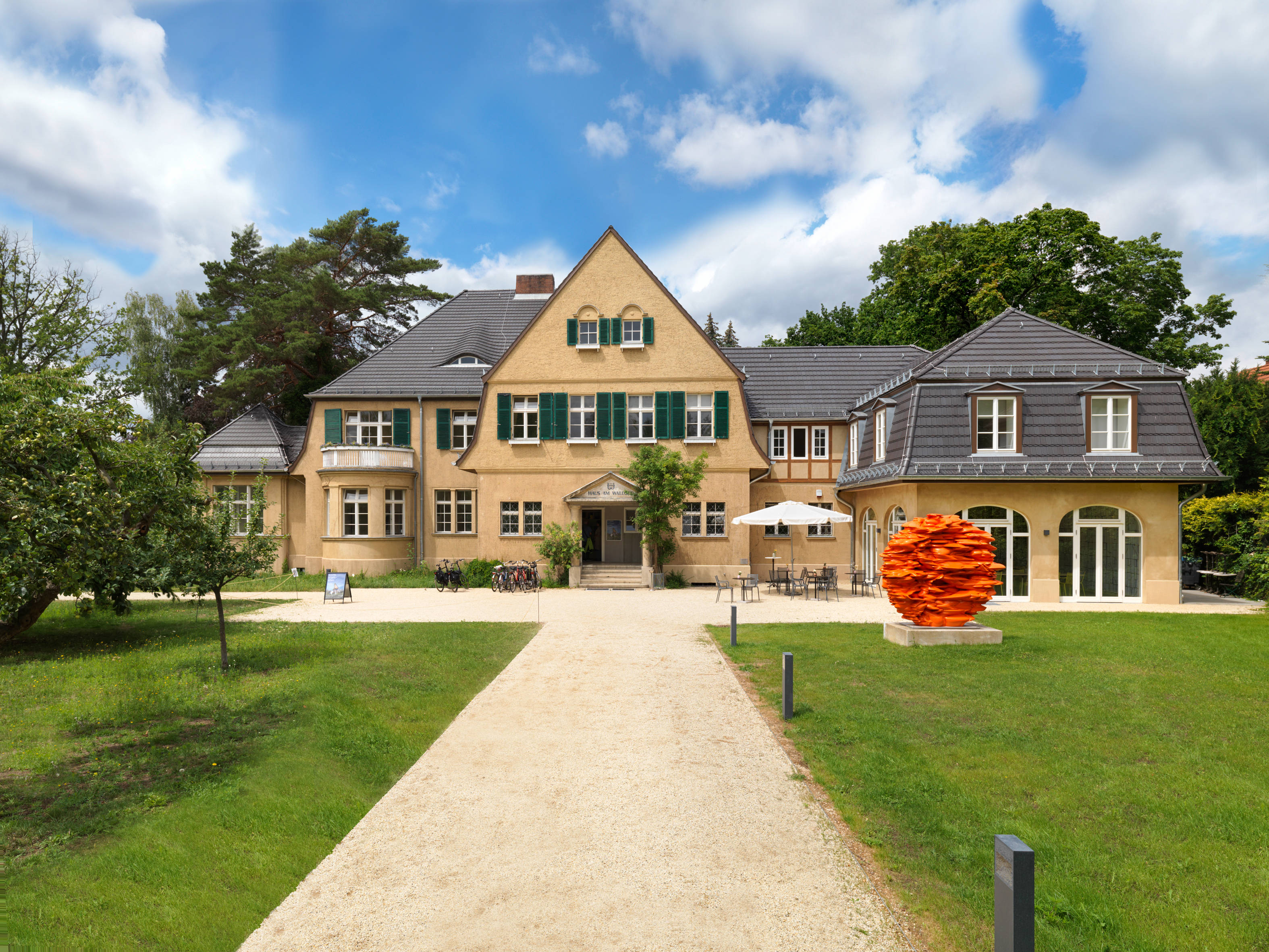
Haus am Waldsee

- Hochzeitsvilla genannte denkmalgeschützte Villa Scharfe (Standesamt Zehlendorf)

## Wirtschaft und Infrastruktur

### Unternehmen
Die Teltow-Werft ist eine ehemalige Werft am Teltowkanal. 

### Verkehr
Individualverkehr
Durch Zehlendorf verläuft die Bundesstraße 1 als wichtigste Verbindung in Ost-West-Richtung. Im Nordwesten wird Zehlendorf von der Bundesautobahn 115 tangiert. Im äußersten Nordwesten liegt die Anschlussstelle Hüttenweg.
Öffentlicher Personennahverkehr

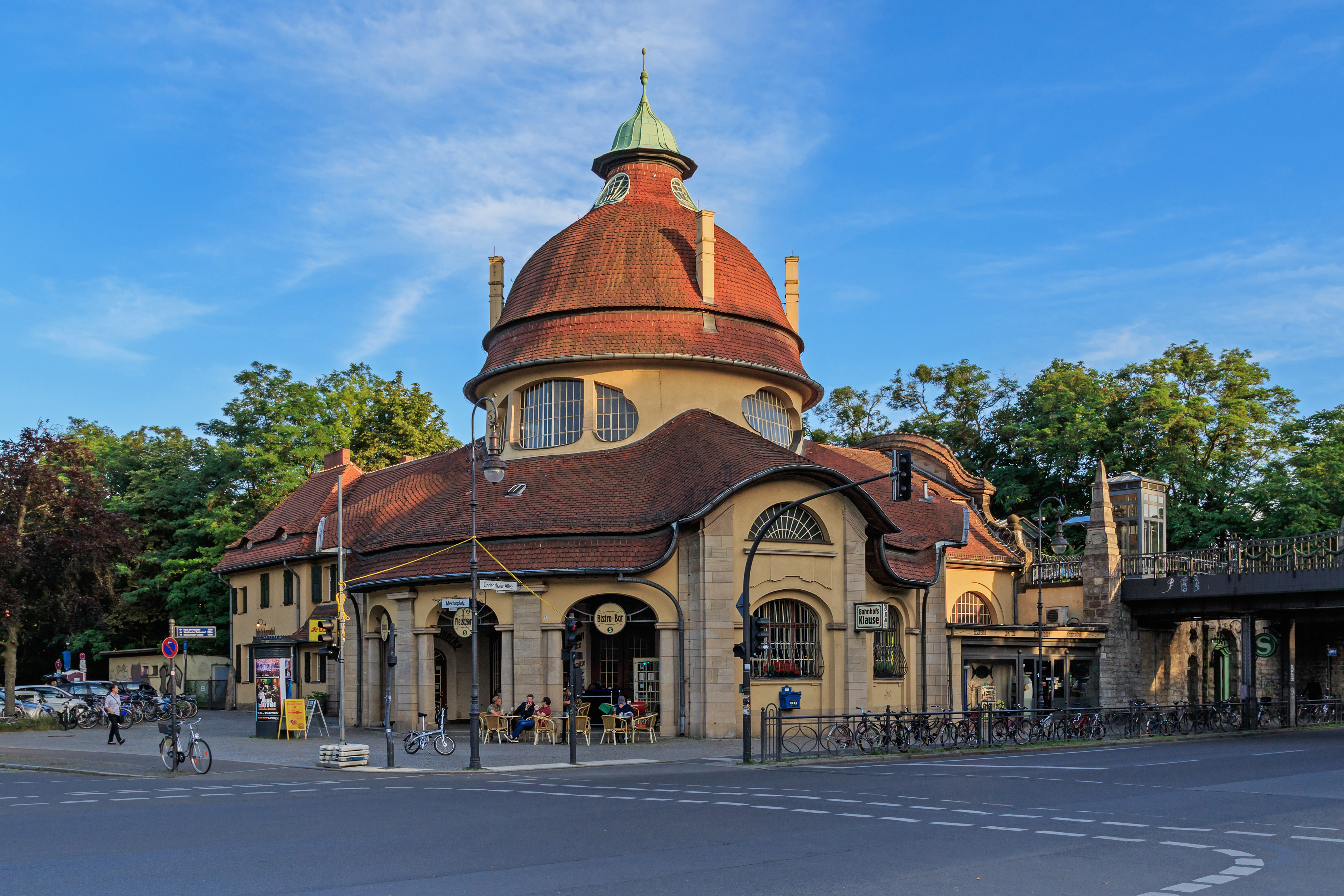
S-Bahnhof Mexikoplatz

Zehlendorf liegt mit vier Haltestellen an der Wannseebahn. Der größte und wichtigste Bahnhof ist der Bahnhof Zehlendorf. Weitere Haltestellen sind Mexikoplatz und Sundgauer Straße.
Die U-Bahn-Linie U3 der Berliner U-Bahn endet in Zehlendorf am Bahnhof Krumme Lanke. Der U-Bahnhof Onkel Toms Hütte liegt ebenfalls in Zehlendorf.

### Bildung
- Evangelische Hochschule Berlin
- Droste-Hülshoff-Gymnasium
- Peter-Lenné-Schule
- Schadow-Gymnasium
- John-F.-Kennedy-Schule
- Katholische Grundschule St. Ursula

### Gesundheit
- Krankenhaus Waldfriede
- Klinikum Emil-von-Behring

### Sport
- Sporthalle Zehlendorf

## Persönlichkeiten

### Söhne und Töchter von Zehlendorf
- Johann Peter Süßmilch (1707–1767), Pfarrer und Demograph
- Margarete Sachse (1897–1948), Schauspielerin
- Luise Glowinski-Taubert (1906–1988), Malerin
- Sigismund von Braun (1911–1998), Diplomat, Staatssekretär im Auswärtigen Amt
- Victoria Weichmann (1914–1943), Tänzerin und Filmschauspielerin
- Barbara Boehme (1918–2003), Wohltäterin
- Dieter Rosenkranz (1925–2021), Geschäftsmann und Kunstmäzen[6][7]
- Otto Emersleben (* 1940), Schriftsteller
- Christian Günther (* 1941), Maler und Grafiker
- Rainar Nitzsche (1955–2023), Verleger, Schriftsteller
- Kay Kuntze (* 1966), Theaterintendant und Regisseur
- Lennart Schilgen (* 1988), Liedermacher, Singer-Songwriter und Kabarettist
- Agnes Conrad (* 1997), Politikerin

### Weitere mit Zehlendorf verbundene Persönlichkeiten
- Paul Gerhardt (1847–1923), Wasserbauingenieur, lebte in Zehlendorf
- Georg Pittrich (1870–1934), Komponist und Kapellmeister, lebte von ca. 1912 bis 1914 in Zehlendorf
- Lyonel Feininger (1871–1956), Maler und Grafiker, lebte von 1911 bis 1919 in Zehlendorf
- Paul Levy (1876–1943), Eisenbahningenieur, Verfolgter des Nationalsozialismus, lebte in Zehlendorf
- Hermann Clajus (1881–1933), Kommunalpolitiker (SPD) und Verfolgter des Nationalsozialismus, lebte in Zehlendorf
- Kurt Hueck (1897–1965), Botaniker und Verfolgter des Nationalsozialismus, lebte in Zehlendorf
- Peter Lorenz (1922–1987), Politiker (CDU), lebte am Elvirasteig 31[8]
- Wolfgang Menge (1924–2012), Journalist und Drehbuchautor, lebte in Zehlendorf
- Dietrich Fischer-Dieskau (1925–2012), Sänger, wuchs in Zehlendorf auf
- Georg Heinrichs (1926–2020), Architekt und Stadtplaner, lebte in Zehlendorf
- Corny Collins (* 1933), Schauspielerin, lebt in Zehlendorf
- Götz George (1938–2016), Schauspieler, lebte in Zehlendorf
- Birgit Reinecke (1944–2013), Richterin am Bundesarbeitsgericht, lebte in Zehlendorf
- Katrin Bongard (* 1962), Künstlerin und Schriftstellerin, in Zehlendorf aufgewachsen
- Eckart von Hirschhausen (* 1967), Arzt und Kabarettist, in Zehlendorf aufgewachsen